# Desmiphora crinita
Desmiphora crinita là một loài bọ cánh cứng trong họ Cerambycidae.